# تار شارلوت ۲: حادثه‌ای بزرگ ویبلر
تار شارلوت ۲: حادثه‌ای بزرگ ویبلر (به انگلیسی: Charlotte's Web 2: Wilbur's Great Adventure) کارتون محصول سال ۲۰۰۳ شرکت آمریکایی پارامونت پیکچرز است. این کارتون قسمت دوم از سری کارتون‌های تار شارلوت است.  